# Honda MSX 125
La MSX est un modèle de véhicule à deux roues homologué pour la route, fabriqué par le constructeur japonais Honda.
Il sort officiellement en Thaïlande le 1er janvier 2013. Quatre coloris sont proposés au catalogue : blanc, rouge, jaune et noir.

## Description et utilisation
Par sa petite taille, il évoque la famille des minis motos qui ont vu le jour avec la Honda Monkey (Z100 de 1963) ainsi que la mythique Honda Dax sortie en 1969, dont la vente importante de répliques chinoises toujours d'actualité permettent de mesurer la popularité de ces modèles.
Avec une hauteur de selle de 765mm, la MSX est conçue pour être facile à conduire par toute la famille. Elle est homologuée deux places et son poids réduit en fait un excellent moyen de transport urbain. Tout comme les précédentes minis motos Honda qui séduisent les voyageurs qui peuvent les loger dans les soutes de bateaux ou de camping-cars, la compacité de la MSX est un atout.
La MSX est équipée d'un monocylindre horizontal 4 temps à deux soupapes, d'un arbre à cames en tête et d'un système à injection. Ce bloc, dont l'archétype équipe les Honda Wave 125 (Honda Innova en France), est réputé pour sa robustesse et sa frugalité. Le remplacement du traditionnel carburateur par un système à injection est une première en France dans le secteur de la mini moto. Si les roues de 12 pouces classent la MSX dans la catégorie des petites motos urbaines et de loisir, les deux freins à disques, la fourche hydraulique inversée et le mono amortisseur arrière l'apparentent à une moto de taille supérieure. Elle est pourvue d'une boîte de vitesses mécanique à 4 rapports.